# Sân bay quốc tế Krasnodar
Sân bay quốc tế Krasnodar (tiếng Nga: Международный аэропорт Краснодар), cũng gọi là Sân bay Pashkovsky (tiếng Nga: Аэропорт Пашковский) hay 'Aviagorodok 5' theo cách nói quân sự (IATA:KRR, ICAO:URKK) là sân bay chính ở thành phố Krasnodar, Nga. Đây là trung tâm hoạt động của hãng hàng không Kuban Airlines, hãng quản lý sân bay này. Sân bay quốc tế này nằm cách thành phố Knasnodar 15 km về phía đông.

## Các hãng hàng không và các tuyến điểm
- Aeroflot (Moscow-Sheremetyevo, Simferopol)
- Aeroflot-Nord (Moscow-Sheremetyevo)
- Aerounion (Novosibirsk)
- Armavia (Yerevan)
- Austrian Airlines (Vienna)
- Dalavia (Yekaterinburg, Irkutsk, Khabarovsk, Yuzhno-Sakhalinsk)
- Hamburg International (Munich) (starts June 2008)
- Izhavia (Izhevsk, Samara)
- Kogalymavia (Surgut)
- KrasAir (Yekaterinburg)
- Kuban Airlines (Frankfurt, Istanbul, Yerevan, Kaliningrad, Moscow-Domodedovo, Moscow-Vnukovo, Sochi, St. Petersburg, Ufa, Surgut, Kazan)
- Mirninskoe AP (Mirny)
- Samara Airlines (Nizhnevartovsk, Samara, Gyumri)
- S7 Airlines (Moscow-Domodedovo)
- UTair Aviation (Tyumen, Surgut)
- Uzbekistan Airways (Vostochny)
- Yakutia Airlines (Adler-Sochi, Simferopol)